# Aspidiotus minutus
Aspidiotus minutus är en insektsart som beskrevs av Cockerell 1892. Aspidiotus minutus ingår i släktet Aspidiotus och familjen pansarsköldlöss.
Artens utbredningsområde är Jamaica. Inga underarter finns listade i Catalogue of Life.